# Haiducii (film din 1966)
Haiducii este un film românesc din 1966, regizat de Dinu Cocea după un scenariu scris de Eugen Barbu, Nicolae Mihail și Mihai Opriș. 
Film de aventuri pe fundal istoric, reluare a ciclului de filme cu haiduci realizat în epoca filmului mut de Horia Igiroșanu ("Iancu Jianu", "Haiducii", "Ciocoii"), inspirat de literatura populară cu această temă.
El este primul film din seria Haiducii. Rolurile principale sunt interpretate de actorii Ion Besoiu, Marga Barbu, Amza Pellea, Toma Caragiu, Jean Constantin, Fory Etterle și Ion Finteșteanu.
Acțiunea filmului se petrece în secolul al XVIII-lea, în Muntenia din plină epocă fanariotă. Amza (Ion Besoiu), căpitanul unei cete de haiduci, este trădat de fratele său de cruce, Sârbu (Amza Pellea), și ajunge la ocnă. Ros de ambiții și însetat de avere, Sârbu intră în slujba domnitorului fanariot și devine căpitan de arnăuți. El se însoară cu fiica vel-vistiernicului Dudescu, pe care îl acuză apoi de trădare pentru a-i lua averea. Dar Amza, evadat de la ocnă, dorește să se răzbune pe cel care l-a vândut.
El se află pe locul 8 în topul celor mai vizionate film românești din toate timpurile după cum atestă un comunicat din 2006 al Uniunii Autorilor și Realizatorilor de Film din România.

## Rezumat
În secvențele de început ale filmului se specifică următoarele: „Cumpărîndu-și tronul de la turci cu sume fabuloase, au domnit în Țara Românească străini setoși de avere cunoscuți în istorie sub numele de fanarioți. În goana lor după o înavuțire grabnică, fanarioții supuneau țara unor biruri istovitoare. În acele vremuri grele, din rîndul poporului umilit și apăsat, se ridicau ca răzbunători ai nedreptății haiducii.”.
În Epoca fanariotă (1716-1821), Amza (Ion Besoiu) este căpitanul unei cete de haiduci din Muntenia, care pradă și dau foc la conacele boierești. După jefuirea unei case boierești, Amza sosește într-o seară cu camarazii săi la hanul Aniței (Marga Barbu). În dimineața următoare, ca urmare a trădării lui Sârbu (Amza Pellea), fratele de cruce al lui Amza, o parte din haiduci sunt prinși de poteră, iar o altă parte sunt uciși. Motivul trădării îl constituia faptul că Sârbu o dorea pe Anița, iubita lui Amza.
Amza este plimbat în lanțuri prin București, biciuit și marcat cu fierul roșu, fiind condamnat la ocnă pe viață și închis la Telega. În acest timp, Sârbu profită de Anița și devine căpitan de arnăuți și om de încredere al domnitorului fanariot (Fory Etterle). El se căsătorește cu Maria (Elisabeta Jar), fiica vel-vistiernicului Dudescu (Florin Scărlătescu), pentru a pune mâna pe averea acestuia.
După doi ani, domnitorul dorește să i se reînnoiască domnia, promițând lui Ahmed Pașa (Ion Finteșteanu) că îi va da 1,3 milioane de galbeni pentru ca acesta să intervină la sultan. La Istanbul se află un alt pretendent care oferise 1 milion de galbeni pentru tronul Țării Românești. Ahmed Pașa îi oferă timp pentru a strânge banii promiși până la Rusalii, în caz contrar domnitorul urmând a fi mazilit. Cu scopul de a strânge cât mai rapid banii, Vodă mărește birurile și cere urgentarea colectării taxelor.
Între timp, Anița vânduse hanul și cumpărase o cafenea la București. Sârbu pierduse zestrea soției sale la jocurile de cărți și avea datorii mari. Anița achiziționează datoriile lui Sârbu, dorind să se răzbune pe el atât pentru vinderea haiducilor, cât și pentru faptul că a profitat de ea; ea speră ca Sârbu să fie ruinat și să ajungă la temnița datornicilor. Căpitanul de arnăuți cunoaște faptul că vel-vistiernicul Dudescu, socrul său, l-a împrumutat cu 1 milion de galbeni pe pretendentul domnitorului și-l informează pe voievod; Dudescu și fiica sa sunt trimiși în surghiun la Telega.
Promițându-i o noapte de amor, Anița face rost de planurile temniței Telega de la boierul Belivacă (Alexandru Giugaru) și le dă Răspopitului (Toma Caragiu). Îmbătându-l pe părintele Ghedeon, Răspopitul pătrunde ca preot în ocnă, unde ține slujba de Înviere. El îi strecoară lui Amza planurile ocnei pentru ca acesta din urmă să evadeze. Astfel, fostul căpitan de haiduci ajunge cu o frânghie la o grotă pe care o străbate târâș și se aruncă într-un râu subteran care-l scoate la lumină. Aflat în libertate, Amza și Răspopitul încep să-și strângă vechea ceată de haiduci.
Sârbu este trimis de Vodă să strângă birurile și face exces de zel, sărăcind populația. El îl șantajează pe socrul său, iar acesta din urmă îi cedează moșiile. Amza și ceata sa îi atacă pe arnăuți pentru a pune mâna pe banii luați cu forța de la populație. De partea lor se alătură Maria, soția lui Sârbu, care dorește să recupereze moșiile tatălui ei. Nereușind să afle unde a ascuns Sârbu aurul pe care-l ducea lui Vodă, Amza se deghizează ca pictor bisericesc și se alătură caravanei arnăuților. Ajunși la fostul han al Aniței, Amza află de la Anița (care venise acolo pe furiș) că aurul era ascuns în butoaiele unor păcurari ce fuseseră depozitate în pivniță. Cei doi înlocuiesc aurul cu pietricele. Anița este prinsă de Sârbu și dusă în temnița palatului domnesc de la Mogoșoaia.
Ahmed Pașa sosește în țară cu 10.000 de ieniceri și-i cere domnitorului să-i dea banii promiși. Sârbu aduce pungile cu bani scoase din butoaiele păcurarilor și când le deșartă pe masă din ele cad pietricele în loc de galbeni. Căpitanul de arnăuți fuge să afle de la Anița unde fuseseră ascunși banii și se întâlnește acolo cu Amza. Între cei doi are loc o luptă, iar Sârbu este spânzurat de funia unui clopot. Maria Dudescu scoate din buzunarul mortului actele de proprietate date lui Sârbu de tatăl ei.

## Distribuție
- Ion Besoiu — căpetenia de haiduci Amza
- Marga Barbu — hangița Anița, ibovnica lui Amza
- Amza Pellea — haiducul Sârbu, viitor căpitan de arnăuți (menționat Amza Pelea)
- Elisabeta Jar — Maria, fiica vel-vistiernicului Dudescu
- Ion Finteșteanu — Ahmed Pașa, trimisul sultanului
- Alexandru Giugaru — boierul Hristea Belivacă
- Fory Etterle — domnul fanariot (menționat Fory Eterle)
- Toma Caragiu — haiducul Răspopitul
- Florin Scărlătescu — vel-vistiernicul Dudescu
- Marin Moraru — haiducul Dascălu
- Mircea Sîntimbreanu — haiducul Zdrelea
- Constantin Guriță — haiducul Duduveică
- Elena Buhoci-Gurgulescu — țiganca Fira (menționată Elena Buhoci)
- Jean Constantin — țiganul Parpanghel
- Colea Răutu — arnăut
- Nucu Păunescu — arnăutul Cârstea
- Gheorghe Novac — măscăriciul Mutu
- Mircea Bogdan — preotul Ghedeon
- Mircea Balaban
- Haralambie Polizu — boier
- Dodi Caian — cucoana Marghiolița Belivacă (menționată Dody Caian-Rusu)
- Ernest Maftei — haiducul Sâncu
- Aurel Rogalschi — cămătar
- Draga Olteanu Matei — soția lui Zdrelea (menționată Draga Olteanu)
- Ștefan Bănică — haiducul Scarlat
- Aimée Iacobescu — cântăreața de la han (menționată Gabriela Iacobescu)
- Bob Călinescu
- Isabela Gabor
- Adrian Moraru
- Mihai Badiu
- Enache Manea
- Alexandru Bursaci
- Tedi Dumitru
- Titus Gurgulescu (menționat Titi Gurgulescu)
- Lucian Dinu (menționat Dinu Lucian)
- Teodor Berca
- Paul Sbrențea
- Ștefan Udangiu

## Producție
Scenariul filmului a fost scris de Eugen Barbu, Nicolae Mihail și Mihai Opriș. Contractul pentru scenariu a fost încheiat la 15 octombrie 1962, filmul urmând să poarte inițial titlul Amza haiducul. Comitetul de Stat pentru Cultură și Artă a aprobat scenariul în 1963. Haiducii a reprezentat filmul de debut al regizorului Dinu Cocea în lungmetrajul de ficțiune. Filmul a intrat în faza de producție la 1 decembrie 1964. Filmările au avut loc în perioada 1 iulie – 31 octombrie 1965, cadrele exterioare fiind filmate la Slănic Prahova și Sinaia, iar cele interioare la Mogoșoaia, Golești și Buftea. O parte din secvențe au fost filmate la Palatul domnesc de la Mogoșoaia și la Mănăstirea Suzana (unde călugărițele au cazat gratis echipa de filmare și le-au gătit actorilor și personalului tehnic, cu aprobarea Patriarhiei Române).
Regizorul a afirmat că toți caii de care dispunea Studioul Cinematografic București fuseseră repartizați lui Sergiu Nicolaescu pentru a fi folosiți în coproducția româno-franceză Dacii (1967). Caii din filmul Haiducii au fost obținuți cu sprijinul șefului Securității din regiunea Ploiești. Acestuia îi plăcea să bea, iar regizorul l-a îmbătat și a obținut acordul lui pentru a folosi timp de câteva zile caii de care dispuneau organele de securitate din regiunea Ploiești pentru urmărirea luptătorilor anticomuniști din munții Bucegi. Decorul filmului Haiducii a fost cel construit la Buftea în 1966 de scenograful francez Georges Walkhewitch pentru filmul Serbările galante (realizat în coproducție cu Studioul Cinematografic București).
Realizatorii filmului au apelat la mai mulți consilieri: Nicolae Stoicescu (istoric), Angelus Pellegrini (lupte), Ion Apahideanu (hipic) și ing. Constantin Xenakis (tehnic). Regizor secund a fost Ion Năstase, iar operator filmări combinate ing. Alexandru Popescu, fratele regizorului Ion Popescu-Gopo. Muzica a fost interpretată de Orchestra Simfonică a Cinematografiei dirijată de Paul Popescu. Înregistrarea muzicii a fost efectuată de ing. Valentin Bude.
Rolul haiducului Amza trebuia să fie interpretat inițial de Emanoil Petruț, dar acesta a suferit un accident de călărie la filmări. Se filma la Mănăstirea Suzana și Petruț s-a dus la restaurant. După ce s-a întors, a vrut să încalece pe cal, dar animalul s-a speriat de niște bondari care-l înțepau și a sărit brusc. Piciorul actorului a rămas prins în scara calului, iar Petruț a căzut și s-a lovit grav la cap. Regizorul a fost nevoit să-l înlocuiască cu Ion Besoiu, deși nu-l considera pe acesta din urmă potrivit pentru rolul haiducului Amza. „Eu aveam nevoie de o figură mai necioplită, mai din popor”, a afirmat Dinu Cocea.
Actorul Jean Constantin făcea pe atunci doar figurație la Teatrul Fantasio din Constanța. Dându-și seama de potențialul comic al actorului, Dinu Cocea a creat special pentru el rolul țiganului Parpanghel. Jean Constantin a avut un succes mare în rolul din acest film, începând să fie solicitat și de alți actori. În acest film a debutat actrița Aimée Iacobescu, care o va interpreta pe domnița Ralu în ultimele trei filme ale seriei. Ea abia împlinise 19 ani și a fost remarcată de regizorul Dinu Cocea pe când se plimba prin Sinaia împreună cu mama ei. Cele două femei au fost oprite pe stradă de către regizor, care i-a oferit fetei un rol în filmul Haiducii.
Filmul a fost vizionat de responsabilii cu cinematografia care au fost nemulțumiți că în unele cadre apăreau preoți, biserici și cântece religioase. Dinu Cocea le-a replicat: „Asta-i istoria”. A doua zi, regizorul a primit un telefon și i s-a spus că Nicolae Ceaușescu a cerut să vadă filmul. Potrivit proiecționistului, secretarul general al PCR ar fi zis la final: „Bă, dar voi ce aveți cu filmul ăsta, că mie mi-a plăcut. Să mai faceți filme de astea”.
Haiducii a fost realizat pe peliculă alb-negru și are o lungime de 2080 de metri utili. Copia standard a fost definitivată la 30 decembrie 1965. Cheltuielile de producție s-au ridicat la 4.700.000 lei.

## Novelizare
Scriitorul Nicolae Paul Mihail a scris romanul Haiducii pe baza scenariului acestui film. Romanul a fost publicat de Editura Minerva din București în anul 2003 și avea 224 de pagini. El a fost reeditat de Editura Semne în anul 2007, având 204 pagini. Pe coperta cărții sunt trecuți ca autori și ceilalți doi scenariști, dar Eugen Barbu decedase deja în 1993.

## Recepție
Filmul Haiducii a avut premiera la 21 aprilie 1966 la Cinematograful Patria din București. În prima zi de difuzare au fost vândute 25 de mii de bilete. Regizorul a afirmat că lumea se ridica în picioare și aplauda atunci când se cânta în ocnă „Hristos a înviat”. Haiducii a avut parte de un mare succes de public la cinematografele din România, fiind vizionat de 8.850.537 de spectatori. El se află astfel pe locul 8 în topul celor mai vizionate film românești din toate timpurile după cum atestă un comunicat din 2006 al Uniunii Autorilor și Realizatorilor de Film din România.
Difuzarea filmului în străinătate a fost încredințată în 1966, prin contract, societății franceze Franco-London Film, reprezentată de Henry Deutschmeister, un producător evreu născut la Brăila. Contractul prevedea o durată de exploatare a filmului de 15 ani, dar Franco-London Film a comunicat părții române după 12 ani că filmul nu se vânduse nicăieri.
Analizând evoluția filmului românesc în perioada 1950-1975 în studiul „Un sfert de veac de film românesc” (1975), criticul Ecaterina Oproiu considera că filmele cu haiduci au urmat modelul filmelor de capă și spadă, cărora le-au adăugat elemente specific naționale, plasându-se într-o zonă limitrofă a filonului istoric. Ea scria următoarele: „În zonele limitrofe, ale «epopeii naționale», se dezvoltă o producție care, fără să renunțe la valorile educative, pune accentul pe divertisment și preia fără reticențe metodele filmului de capă și spadă, colorându-l cu vopsele naționale. Titlul cel mai semnificativ este Haiducii, un serial de mare popularitate, povestind bravurile unor «pardaillani» valahi, mușchetari în ițari și justițiari pe cont propriu, care «iau de la bogați ca să dea la săraci», bagă spaima în împilatori și apoi se retrag în codri, lăsând în urmă legende, ochi plânși de femeie, ecourile chefurilor cu lăutari și filozofia lor din vreme de popas: «toată lumea să trăiască, numai noi să nu murim!»”.
Călin Căliman considera că acest serial cu haiduci a avut o „intrigă atractivă și bine articulată”, motive folclorice și personaje pitorești. El a prilejuit câteva creații actoricești memorabile, printre care Răspopitul interpretat de Toma Caragiu și Anița interpretată de Marga Barbu, comparată de critic cu o „marchiză a haiducilor” prin analogie cu „marchiza îngerilor”, un personaj de film francez celebru în epocă. Filmările au fost realizate într-un cadru natural spectaculos, pe ritmurile unei muzici cu inflexiuni haiducești. Filmul a „prins” la public, determinând realizarea de continuări.
Criticul Tudor Caranfil a dat filmului trei stele din cinci și a făcut următorul comentariu: „Cel mai bun episod din seria scrisă de Eugen Barbu (Pr. ACIN), dar și în el e de remarcat coexistența suflului epic autentic – din secvențele salinei admirabil valorificate de scenografii Filip Dumitriu și Nicolae Teodoru (Pr. ACIN) – cu umorul de mahala balcanică și trista paupertate a folclorului concentrat în muzica lui Mircea Istrate (Pr. ACIN). Alături de o apariție episodică (strălucitoarea Aimée Iacobescu, posibilă vedetă înăbușită de incompetența realizatorilor), câteva compoziții ale unor mari actori. Remarcabilă și ideea pandantului dintre balansul de la început al cuștii cu Amza în borta Ocnei și legănatul în ștreang al lui Sârbu din final. Succes de public marcat de aproape nouă milioane de solicitări la casele de bilete.”
Analizând acest film, Andrei Gorzo a catalogat Haiducii drept un film cu multiple calități, însumate astfel: „«Haiducii» are sânge în vine și are viteză, are (prin amabilitatea Margăi Barbu) o temperatură erotică mult peste medie, are un aer de amenințare serioasă (insuflat de Amza Pellea din postura sa de personaj negativ), are chiar și un pic de lustru (datorat prezenței lui Toma Caragiu) – în fine, are de ce să se considere un adevărat film popular”.

## Premii
Filmul a obținut în anul 1966 Premiul „Prima Opera” și Premiul pentru muzică la Festivalul Național al filmului de la Mamaia.
Seria Haiducii (Haiducii, Răpirea fecioarelor și Răzbunarea haiducilor) a fost distinsă în 1971 cu trei premii ale Asociației Cineaștilor din România (ACIN): Eugen Barbu a primit Premiul pentru scenariu (împreună cu Titus Popovici) - pentru filmul Facerea lumii și contribuția la seriile Haiducii și Urmărirea, Marga Barbu a primit Premiul pentru interpretare feminină (împreună cu Ioana Bulcă și Irina Petrescu) - pentru rolurile din seriile Haiducii, Urmărirea și din filmul Facerea lumii, Hortensia Georgescu a primit Premiul pentru costume - pentru costumele din filmul Mihai Viteazul și din seria Haiducii.